# سوسينيوس الأول
سوسينيوس الأول (بالجعزية: ሱስንዮስ)‏ (باللاتينية: Susenyos I) الملقب بـ ملاك سجاد الثالث (بالجعزية: መልአክ ሰገድ)‏ كان إمبراطور إثيوبيا في الفترة الممتدة بين عامي 1606-1632.